# François-Xavier-Joseph Droz
François-Xavier-Joseph Droz [ejtsd: dró] (Besançon, 1773. október 31. – Párizs, 1850. november 4.) francia erkölcsfilozófiai író és nemzetgazda.

## Életútja
A forradalom előtt a doubs-i önkéntesek kapitányukká választották és végigharcolta a rajnai hadjáratot. A polgári életbe visszavonulva, 1795-től Besançonban adott elő retorikát, majd Párizsba ment, ahol a közvetlen adók igazgatásához nevezték ki. 1814-ben azonban nyugalomba vonult, hogy tanulmányainak szentelhesse idejét. Lina című regényén kívül (1804) erkölcsfilozófiai, történeti és különösen nemzetgazdasági munkákat írt. Droz-t 1824-ben a Francia Akadémia választotta be tagjai közé.

## Művei
- Lois relatives aux progrès de l'industrie (1801)
- Économie politique (1829-1854. 3-dik kiadás)
- Essai sur l'art d'être heureux (nyolc kiadást ért)
- Histoire du règne de Louis XVI. (3 kötet, 1838-1858. jelent meg 3. kiadása)

## Magyarul
- Droz Jósef: Eudaimonia, vagy Boldogul-élés mesterségére tanító közhasznú filozófia; Blumröder Ágoston német kidolgozása után szabadon ford. a "Klió" kiadója [Kis János]; Kultsár Ny., Sopron, 1827
- Droz Jósef: Boldogúlás mestersége, vagy Az életnek kellemes és közértelmű filosofiája; ford. Kis János; Wigand, Pest, 1830